# مجموعة سيتيك
مجموعة سيتيك المعروفة سابقًا بشركة الصين الدولية الاستئمانية للاستثمار (CITIC) ، هي شركة استثمار مملوكة للدولة لجمهورية الصين الشعبية ، تأسست بواسطة رونج يرين في عام 1979 بموافقة دينج شياو بينج . يقع مقرها في منطقة تشاويانغ ، بكين . اعتبارًا من عام 2019 ، تعد أكبر تكتل تديره الدولة في الصين  مع واحدة من أكبر مجموعات الأصول الأجنبية في العالم.

## وصلات خارجية
- الموقع الرسمي